# Jens
Jens ist ein männlicher Vorname und ein Familienname.

## Herkunft und Bedeutung
Jens ist eine dänische und friesische Kurzform von Johannes.

## Verbreitung
In Deutschland kommt der Vorname seit den 1920er Jahren häufiger vor. In den 1960er und 1970er Jahren erreichte er den Höhepunkt der Beliebtheit mit Platzierungen in den Top 20; im Jahr 1964 erreichte er die bislang höchste Platzierung mit Rang 10. Seit 1990 ist er aus der Mode gekommen. Der Name war in Österreich von 1984 bis 2013 jährlich in den Hitlisten vertreten. In diesem Zeitraum wurden rund 160 Jungen so genannt. In der Schweiz kommt der Name Jens mindestens seit den 1930er Jahren in der Namensgebung vor. Besonders beliebt war er von Mitte der 1960er bis zum Anfang der 1980er Jahre.
Der Name war in Belgien von 1995 bis kurz nach der Jahrtausendwende in den Top 40, danach ließ seine Popularität stark nach. Seit Anfang der 2010er Jahre wird er nur noch selten gewählt. In den Niederlanden wird Jens seit 1930 regelmäßig vergeben. Ab Mitte der 1990er Jahre erlebte er einen starken Aufwärtstrend. Seit der Jahrtausendwende gehört er alljährlich zu den beliebtesten Jungennamen. In den letzten 10 Jahren wurde er rund 3.300 Mal vergeben. Im Jahr 2023 belegte er den 35. Rang. In Frankreich ist er nur selten anzutreffen.
Der Name ist in den nordischen Ländern Dänemark, Norwegen und Schweden stark verbreitet. Besonders in Dänemark gehörte er von 1900 bis zum Ende der 1980er Jahre zu den Top 20 Jungennamen. Seitdem sinkt seine Beliebtheit, jedoch wird er noch gerne vergeben.
In England, Schottland und Nordirland wird der Name nur gelegentlich bei der Namenswahl berücksichtigt.
Jens gehörte in Grönland von den 1960er bis Ende der 1990er Jahre zu den Top 10 der meistvergebenen Jungennamen. In den USA wurde der Name in den 1880er und 1890er Jahren nur sporadisch vergeben. Der Name war in Kanada von 1980 bis Mitte der 2010er Jahre fast jedes Jahr in der Namensgebung anzutreffen, er ist aber nicht sonderlich populär.

## Namensträger

### Vorname

#### A
- Jens Atzorn (* 1976), deutscher Schauspieler

#### B
- Jens Baumbach (* 1983), deutscher Handballspieler
- Jens Bogner (* 1970), deutscher Schlagersänger
- Jens Böhrnsen (* 1949), Bremer Bürgermeister und Präsident des Senats
- Jens Bratlie (1856–1939), norwegischer Politiker
- Jens Bullerjahn (1962–2022), SPD-Politiker, Finanzminister von Sachsen-Anhalt
- Jens Byggmark (* 1985), schwedischer Skirennläufer

#### C
- Jens Cajuste (* 1999), schwedischer Fußballspieler

#### D
- Jens Peter Dahl-Jensen (1874–1960), dänischer Bildhauer

#### E
- Jens Ivo Engels (* 1971), deutscher Historiker und Hochschullehrer

#### F
- Jens Fink-Jensen (* 1956), dänischer Schriftsteller, Komponist und Fotograf

#### H
- Jens Petter Hauge (* 1999), norwegischer Fußballspieler
- Jens Häusler (* 1967), deutscher Handballspieler und -trainer
- Jens Hausmann (* 1965), deutscher Gitarrist
- Jens Heppner (* 1964), deutscher Radrennfahrer

#### J
- Jens Christian Jensen (1928–2013), deutscher Kunsthistoriker und Museumsdirektor
- Jens Jenssen (* 1979), deutscher Politiker (SPD)
- Jens Jeremies (* 1974), deutscher Fußballspieler
- Jens Adolf Jerichau (1816–1883), dänischer Bildhauer
- Jens Jessen (Politiker) (1854–1906), deutscher Redakteur und Politiker, MdR
- Jens Jessen (1895–1944), deutscher Wirtschaftswissenschaftler und Widerstandskämpfer
- Jens Jessen (Jurist) (Jens Christian Jessen; 1919–1990), deutscher Jurist
- Jens Jessen (Medizinjournalist) (* 1942), deutscher Medizinjournalist und Politiker (Pro Mainz)
- Jens Jessen (Journalist) (* 1955), deutscher Journalist
- Jens Jordan (* 1969), deutscher Mediziner, Pharmakologe und Hochschullehrer

#### K
- Jens Kipper (* 1975), deutscher Schauspieler und Regisseur
- Jens Knossalla (* 1986), deutscher Entertainer
- Jens Otto Krag (1914–1978), dänischer Politiker
- Jens Kyllönen (* 1989), finnischer Pokerspieler

#### L
- Jens Lakemeier (* 1994), deutscher Pokerspieler
- Jens Lehmann (* 1967), deutscher Radsportler und Politiker (CDU)
- Jens Lehmann (* 1969), deutscher Fußballspieler
- Jens Lehmann (* 1969), deutscher Paläontologe und Hochschullehrer
- Jens Lehmann (* 1982), deutscher Informatiker

#### M
- Jens Michel (* 1967), deutscher Politiker, Präsident des Sächsischen Rechnungshofes
- Jens Arne Molvær (1940–2023), norwegischer Jazzmusiker

#### N
- Jens Neubert (* 1967), deutscher Autor, Regisseur und Filmproduzent
- Jens Nolte (* 1974), deutscher Kameramann
- Jens Nowotny (* 1974), deutscher Fußballspieler
- Jens Nydahl (1883–1967), deutscher Politiker (SPD)

#### P
- Jens Petersen (1829–1905), dänischer Fotograf
- Jens Petersen (1919–1993), dänischer Bahnradsportler
- Jens Petersen (* 1923), deutscher Diplomat
- Jens Petersen (* 1934), deutscher Historiker
- Jens Petersen (1941–2012), dänischer Fußballspieler und -trainer
- Jens Petersen (* 1963), deutscher Autorennfahrer
- Jens Petersen (* 1969), deutscher Rechtswissenschaftler und Hochschullehrer (Bürgerliches, Wirtschafts- und Medienrecht)
- Jens Petersen (* 1970), deutscher Politiker (CDU)
- Jens Petersen (* 1976), deutscher Schriftsteller und Arzt
- Jens Peter Petersen (Offizier) (1893–1971), deutscher Offizier und Diplomat
- Jens Peter Petersen (Politiker) (* 1941), deutscher Politiker (SPD), MdHB
- Jens Vilhelm Petersen (1851–1931), dänischer Architekt

#### R
- Jens Riewa (* 1963), deutscher Nachrichtensprecher
- Jens Rosteck (* 1962), deutscher Schriftsteller, Musikwissenschaftler und Pianist

#### S
- Jens Scholz (* 1959), deutscher Anästhesiologe
- Jens Christian Skou (1918–2018), dänischer Mediziner und Biophysiker
- Jens Spahn (* 1980), deutscher Politiker (CDU)
- Jens Sparschuh (* 1955), deutscher Schriftsteller
- Jens Stoltenberg (* 1959), norwegischer Politiker
- Jens Streifling (* 1966), deutscher Musiker, Mitglied der Band Höhner

#### T
- Jens L. Thomsen (* 1980), färöischer Musiker und Musikproduzent
- Jens Todt (* 1970), deutscher Fußballspieler

#### V
- Jens Voigt (* 1971), deutscher Radrennfahrer
- Jens Vörtmann (* 1970), deutscher Pokerspieler

#### W
- Jens-Christian Wagner (* 1966), deutscher Historiker und Leiter der Stiftung Niedersächsische Gedenkstätten
- Jens Wandmacher, deutscher Sachbuchautor und Psychologe
- Jens Wawrczeck (* 1963), deutscher Schauspieler und Synchronsprecher
- Jens Weidmann (* 1968), deutscher Volkswirt
- Jens Weißflog (* 1964), deutscher Skispringer
- Jens Wonneberger (* 1960), deutscher Schriftsteller

#### Z
- Jens Zimmermann (* 1967), deutscher Sportschütze
- Jens Zimmermann (* 1972), deutscher Sportmoderator, Entertainer und Manager
- Jens Zimmermann (* 1969), deutscher Musiker und DJ
- Jens Zimmermann (* 1981), deutscher Politiker (SPD)

### Familienname
- Detlef Jens (* 1958), deutscher Journalist und Autor
- Ina Jens (1880–1945), Schweizer Schriftstellerin
- Inge Jens (1927–2021), deutsche Literaturwissenschaftlerin und Schriftstellerin
- Jelmer Jens (* 1982), niederländischer Schachspieler
- Reimer Johannes Meyer-Jens (1931–2019), deutscher Bauingenieur
- Salome Jens (* 1935), US-amerikanische Schauspielerin
- Tilman Jens (1954–2020), deutscher Journalist und Buchautor
- Uwe Jens (1935–2013), deutscher Politiker (SPD)
- Walter Jens (1923–2013), deutscher Philologe, Schriftsteller und Hochschullehrer